# Carl Rosenblad (1848–1931)
För andra betydelser, se Carl Rosenblad (olika betydelser).
Carl Ludvig Mathias Rosenblad,  född den 2 november 1848 på Hovmantorp i Hovmantorps socken, Kronobergs län, död den 3 augusti 1931 i Stockholm, var en svensk militär.

## Biografi
Rosenblad blev underlöjtnant vid Svea livgarde 1871, ordonnansofficer hos kronprinsen 1879, kammarherre 1881, major 1896, överstelöjtnant 1898, överste och sekundchef för Svea livgarde 1902–1909, överadjutant hos kung Gustaf V och chef för konungens stab 1908–1909, generalmajor i reserven 1909, överkammarherre hos drottningen 1909. Han blev ledamot av Krigsvetenskapsakademien 1907.
Carl Rosenblad var far till generalmajor Nils Rosenblad. De är begravna på Solna kyrkogård.

## Utmärkelser

### Svenska utmärkelser
- Konung Oscar II:s jubileumsminnestecken, 1897.[4]
- Konung Gustaf V:s jubileumsminnestecken med anledning av 70-årsdagen, 1928.[5]
- Kronprins Gustafs och Kronprinsessan Victorias silverbröllopsmedalj, 1906.[4]
- Kommendör med stora korset av Nordstjärneorden, 6 juni 1917.[6]
- Kommendör av första klassen av Nordstjärneorden, 28 april 1909.[7]
- Kommendör av första klassen av Svärdsorden, 16 juni 1908.[8]

### Utländska utmärkelser
- Storkorset av Badiska Zähringer Löwenorden, senast 1915.[4]
- Storkorset av Belgiska Kronorden, tidigast 1925 och senast 1928.[9][10]
- Storkorset av Finlands Vita Ros’ orden, tidigast 1925 och senast 1928.[9][10]
- Riddare av storkorset av Italienska kronorden, senast 1915.[4]
- Storkorset av Lettiska Tre Stjärnors orden, tidigast 1928 och senast 1930.[10][11]
- Riddare av storkorset av Nederländska Oranien-Nassauorden, tidigast 1921 och senast 1925.[9][12]
- Storkorset av Norska Sankt Olavs orden, tidigast 1918 och senast 1921.[12][13]
- Storkorset av Oldenburgska hus- och förtjänstorden, senast 1915.[4]
- Storkorset av Polska Polonia Restituta, tidigast 1921 och senast 1925.[9][12]
- Riddare av första klassen av Ryska Sankt Annas orden, senast 1915.[4]
- Storkorset av Spanska Militärförtjänstorden, tidigast 1928 och senast 1930.[10][11]
- Storofficer av Franska Hederslegionen, senast 1915.[4]
- Kommendör av första klassen av Badiska Berthold I av Zähringens orden, senast 1915.[4]
- Kommendör av första graden av Danska Dannebrogorden, senast 1915.[4]
- Kommendör av första klassen av Mecklenburgska Griporden, senast 1915.[4]
- Riddare av andra klassen med kraschan av Preussiska Röda örns orden, senast 1915.[4]
- Kommendör av första klassen av Sachsen-Weimarska Vita falkens orden, senast 1915.[4]
- Riddare av andra klassen av Preussiska Kronorden, senast 1915.[4]
- Kommendör av andra klassen av Sachsen-Ernestinska husorden, senast 1915.[4]